# John E. Reyburn

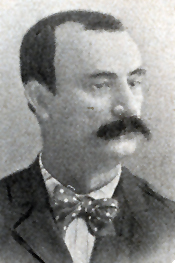
John E. Reyburn

John Edgar Reyburn (* 7. Februar 1845 in New Carlisle, Clark County, Ohio; † 4. Januar 1914 in Washington, D.C.) war ein US-amerikanischer Politiker. Zwischen 1890 und 1897 sowie nochmals in den Jahren 1906 und 1907 vertrat er den Bundesstaat Pennsylvania im US-Repräsentantenhaus.

## Werdegang
John Reyburn genoss eine private Erziehung und besuchte danach das Saunders Institute in West Philadelphia. Nach einem anschließenden Jurastudium und seiner 1870 erfolgten Zulassung als Rechtsanwalt begann er in Philadelphia in diesem Beruf zu arbeiten. Gleichzeitig schlug er als Mitglied der Republikanischen Partei eine politische Laufbahn ein. Im Jahr 1871 und nochmals von 1874 bis 1876 saß er als Abgeordneter im Repräsentantenhaus von Pennsylvania. Zwischen 1876 und 1892 gehörte er dem Staatssenat an, dessen Präsident er im Jahr 1883 war.
Nach dem Tod des Abgeordneten William D. Kelley wurde Reyburn bei der fälligen Nachwahl für den vierten Sitz von Pennsylvania als dessen Nachfolger in das US-Repräsentantenhaus in Washington gewählt, wo er am 18. Februar 1890 sein neues Mandat antrat. Nach drei Wiederwahlen konnte er bis zum 3. März 1897 im Kongress verbleiben. 1896 wurde er von seiner Partei nicht mehr zur Wiederwahl nominiert. Im Jahr 1906 wurde Reyburn bei einer Nachwahl im zweiten Wahlbezirk seines Staates erneut in den Kongress gewählt. Nach einer Wiederwahl konnte er dort zwischen dem 6. November 1906 und seinem Rücktritt am 31. März 1907 verbleiben. Sein Rücktritt erfolgte nach seiner Wahl zum Bürgermeister von Philadelphia. Dieses Amt übte er zwischen dem 1. April 1907 und dem 4. Dezember 1911 aus.
Nach dem Ende seiner politischen Laufbahn betätigte sich John Reyburn in Philadelphia im Handwerk. Er starb am 4. Januar 1914 in Washington. Sein Sohn William (1882–1946) wurde ebenfalls Kongressabgeordneter.